# CCL15
CCL15 (englisch CC-chemokine ligand 15) ist ein Zytokin aus der Familie der CC-Chemokine.

## Eigenschaften
CCL15 ist an Entzündungsprozessen beteiligt. Es ist chemotaktisch für und aktiviert verschiedene Immunzellen, darunter Neutrophile, Monozyten und T-Zellen. CCL15 wird in der Leber, im Darm und in Leukozyten und Makrophagen der Lunge gebildet. CCL15 bindet an CCR1 und CCR3.